# Церковь Святого Иакова (Люблин)
Церковь святого апостола Иакова (пол. Kościół św. Jakuba Apostoła) — церковь католической архиепархии Люблина в Польше. Построена в стиле позднего барокко. Освящена в честь святого апостола Иакова Великого. Храм расположен на улице Глуской в здании № 145; до вхождения в черту города здесь находились село Глуск и деревня Абрамовичи.

## История
Первая деревянная церковь на этом месте была построена в 1395 году. В то время деревней Абрамовичи владел Войцех Сечех. Первое упоминание о храме относится к 1565 году. Он был освящен в честь святого апостола Иакова Великого. В XVIII веке храм был снова разрушен. В 1786—1790 годах, благодаря усилиям монаха Винцента Эзерского была построена новая кирпичная церковь. Она была освящена в 1796 году хельмским епископом Войцехом Скаршевским. Около 1890 года в стиле неоготики была построена колокольня над входными воротами стены, окружающей церковь и усыпальницу, построенную в тот же период. В 1906 году храм был расширен по проекту Стефана Шиллера. Построили ризницу и две капеллы; все дополнения были выдержаны в стиле необарокко с элементами неоклассицизма. В 1925—1927 годах Чеслав Микласиньский расписал интерьер церкви. Церковь является первым пунктом на люблинском Пути святого Иакова, являющего частью Малопольского маршрута.